# Tepuianthus sarisarinamensis
Tepuianthus sarisarinamensis är en tibastväxtart. Tepuianthus sarisarinamensis ingår i släktet Tepuianthus och familjen tibastväxter.

## Underarter
Arten delas in i följande underarter:
- T. s. duidensis
- T. s. sarisarinamensis